# Stop cardiac
Stopul cardiac, denumit și stop cardiocirculator, constă în încetarea spontană a activității cardiace, adică oprirea funcționării inimii.
A nu se confunda stopul cardiac cu atacul de cord, care este o altă denumire a infarctului miocardic.

## Cauze
Oprirea spontană a bătăilor inimii poate avea mai multe cauze, cele mai frecvente fiind fibrilația ventriculară (activitate cardiacă anarhică), asistolia (absența unei activități electrice) și disociația electromecanică, manifestată prin activitate electrică persistentă, dar fără eficacitate a inimii asupra circulației, tulburare majoră a ritmului (bradicardie sau tahicardie) sau dintr-o mare perturbație circulatorie (hemoragie masivă, embolie pulmonară).
Cel mai mare risc de stop cardiac îl au pacienții cu boala coronariană (cardiopatie ischemica), dar moartea subită de cauză cardiacă poate surveni și în alte boli structurale ale inimii, de exemplu în insuficiența cardiacă din cardiomiopatii, în miocardite, hipertrofie ventriculară stângă de diverse cauze, sau boli (cu sau fără afectare structurală cardiacă) însoțite de tulburări ale ritmului inimii.

## Manifestare
În 15-20 secunde după instalarea unui stop cardiocirculator, se manifestă o pierdere a conștienței și se oprește comanda respiratorie. În prima fază a stopului cardiac pot surveni convulsii, cu pierderea urinei, dispariția pulsului. Mișcările respiratorii sunt absente sau înlocuite prin secuse respiratorii intermitente. Cianoza buzelor și a urechilor traduce anoxia tisulară și midriaza (dilatația fixă a pupilelor).

## Primul ajutor
Pentru salvarea vieții celui ce a suferit un stop cardiac trebuie întreprinse urgent manevre de resuscitare cardio-pulmonară, prin compresii toracice și respirații artificiale. Defibrilarea precoce, în decurs de 3-5 minute de la colaps, cu ajutorul defibrilatoarelor automate externe aflate în spațiile publice, crește rata de supraviețuire la 50-70%. Majoritatea stopurilor cardio-respiratorii de cauză non-cardiacă au origini respiratorii, precum înecul (mai ales la copii) și asfixia. Respirațiile artificiale, precum și compresiile toracice, sunt critice pentru salvarea acestor victime.